# Piacenza Football Club 1983-1984
Questa pagina raccoglie le informazioni riguardanti il Piacenza Football Club nelle competizioni ufficiali della stagione 1983-1984.

## Stagione
Nella stagione 1983-1984 il Piacenza disputa il girone B del campionato di Serie C2. Con 47 punti si piazza in seconda posizione di classifica alle spalle del Pavia, che ha vinto il torneo con 48 punti. Entrambe le squadre sono promosse in Serie C1. Per i colori biancorossi è una stagione significativa, non tanto per la meritata promozione, ma perché entra in scena l'imprenditore piacentino Leonardo Garilli, e questo fatto sarà il punto di svolta della storia del Piacenza.
La squadra biancorossa è affidata alle cure dell'allenatore Titta Rota, pratico e realista, considerato un catenacciaro, per lui contano i risultati e non il bel gioco. Plasma una squadra che segna poco, ma protegge bene la propria porta, difesa per questa stagione da Roberto Serena. Trova in Armando Madonna un rigorista infallibile, ne trasforma 10, delle 13 reti che ha realizzato. Al giro di boa tra i gironi di andata e ritorno, i biancorossi sono secondi e imbattuti, dietro al Pavia capolista, poi arrivano le sconfitte di Mantova, ed in casa contro il Pavia, ma la squadra di Rota vince gli scontri diretti con le venete Mestre e Venezia, mantenendo la seconda piazza, che vuol dire immediato ritorno in Serie C1.
Nella Coppa Italia di Serie C il Piacenza disputa il girone E di qualificazione, ottenendo il terzo posto dietro al Brescia, promosso ai sedicesimi, ed al Mantova, e davanti all'Ospitaletto.

## Rosa
| N. |                   | Ruolo | Calciatore        |
| -- | ----------------- | ----- | ----------------- |
|    | Italia (bandiera) | A     | Luciano Adami     |
|    | Italia (bandiera) | D     | Fausto Bertani    |
|    | Italia (bandiera) | P     | Riccardo Budoni   |
|    | Italia (bandiera) | C     | Ivano Comba       |
|    | Italia (bandiera) | C     | Alfio Filosofi    |
|    | Italia (bandiera) | D     | Stefano Fontana   |
|    | Italia (bandiera) | C     | Giovanni Ludovici |
|    | Italia (bandiera) | C     | Tiziano Lunghi    |
|    | Italia (bandiera) | A     | Armando Madonna   |
|    | Italia (bandiera) | D     | Andrea Maiani     |

| N. |                   | Ruolo | Calciatore         |
| -- | ----------------- | ----- | ------------------ |
|    | Italia (bandiera) | A     | Armando Mulinacci  |
|    | Italia (bandiera) | D     | William Pederzoli  |
|    | Italia (bandiera) | C     | Maurizio Pertusi   |
|    | Italia (bandiera) | D     | Gian Filippo Reali |
|    | Italia (bandiera) | C     | Giorgio Redeghieri |
|    | Italia (bandiera) | C     | Paolo Rossi        |
|    | Italia (bandiera) | P     | Roberto Serena     |
|    | Italia (bandiera) | D     | Bassano Tonali     |
|    | Italia (bandiera) | C     | Antonio Tonini     |
|    | Italia (bandiera) | A     | Andrea Zavarise    |

## Risultati

### Campionato

#### Girone di andata
| Arbitro: | Ruffinengo (Savona) |

|              |           |                         |
| Chiampan 50’ | Marcatori | 13’, 72’ (rig.) Madonna |

| Arbitro: | Nencini (Roma) |

|                                       |           |                               |
| Adami 60’ Mulinacci 70’ Pederzoli 85’ | Marcatori | 76’ F. Bressan 80’ L. Bressan |

| Ospitaletto 2 ottobre 1983 3ª giornata | Ospitaletto        | 0 – 0 | Piacenza | Stadio Comunale\| Arbitro: \| Di Cola (Avezzano) \| |
| Arbitro:                               | Di Cola (Avezzano) |       |          |                                                     |

| Arbitro: | Schiavon (Padova) |

|             |           |  |
| Madonna 58’ | Marcatori |  |

| Arbitro: | Tonon (Conegliano) |

|                            |           |                                               |
| F. Corti 6’ Pozzi 66’, 70’ | Marcatori | 37’ Redeghieri 77’ (rig.), 85’ (rig.) Madonna |

| Arbitro: | Fiorenza (Siena) |

|                  |           |               |
| Reali 34’ (aut.) | Marcatori | 80’ Mulinacci |

| Arbitro: | Baroni (Macerata) |

|                    |           |  |
| Madonna 61’ (rig.) | Marcatori |  |

| Sant'Angelo Lodigiano 6 novembre 1983 8ª giornata | Sant'Angelo     | 0 – 0 | Piacenza | Stadio Carlo Chiesa\| Arbitro: \| Nicchi (Arezzo) \| |
| Arbitro:                                          | Nicchi (Arezzo) |       |          |                                                      |

| Piacenza 13 novembre 1983 9ª giornata | Piacenza                      | 0 – 0 | Brembillese | Stadio Galleana\| Arbitro: \| Quartuccio (Torre Annunziata) \| |
| Arbitro:                              | Quartuccio (Torre Annunziata) |       |             |                                                                |

| Arbitro: | De Luca (Napoli) |

|                    |           |            |
| Uzzardi 59’ (rig.) | Marcatori | 88’ Lunghi |

| Arbitro: | Cassi (Pisa) |

|             |           |  |
| Madonna 80’ | Marcatori |  |

| Gorizia 4 dicembre 1983 12ª giornata | Gorizia           | 0 – 0 | Piacenza | Stadio Campagnuzza\| Arbitro: \| Caprini (Perugia) \| |
| Arbitro:                             | Caprini (Perugia) |       |          |                                                       |

| Arbitro: | Rosati (Empoli) |

|           |           |  |
| Adami 53’ | Marcatori |  |

| Arbitro: | Mazzetti (Firenze) |

|                    |           |              |
| Madonna 73’ (rig.) | Marcatori | 45’ Tassiero |

| Arbitro: | Bruni (Arezzo) |

|               |           |           |
| Gregorich 84’ | Marcatori | 57’ Adami |

| Arbitro: | Della Rovere (Torino) |

|                          |           |  |
| Redeghieri 54’ Adami 77’ | Marcatori |  |

| Rho 22 gennaio 1984 17ª giornata | Rhodense            | 0 – 0 | Piacenza | Stadio Luigi Panico\| Arbitro: \| Satariano (Palermo) \| |
| Arbitro:                         | Satariano (Palermo) |       |          |                                                          |

#### Girone di ritorno
| Arbitro: | Squadrito (Catania) |

|                    |           |  |
| Madonna 67’ (rig.) | Marcatori |  |

| Montebelluna 5 febbraio 1984 19ª giornata | Montebelluna     | 0 – 0 | Piacenza | Stadio San Vigilio\| Arbitro: \| Ciaccio (Napoli) \| |
| Arbitro:                                  | Ciaccio (Napoli) |       |          |                                                      |

| Arbitro: | Mariotti (Pontedera) |

|                    |           |  |
| Madonna 40’ (rig.) | Marcatori |  |

| Arbitro: | Bruschini (Firenze) |

|                    |           |              |
| Catellani 78’, 86’ | Marcatori | 52’ Filosofi |

| Arbitro: | Tuveri (Cagliari) |

|  |           |              |
|  | Marcatori | 80’ F. Corti |

| Arbitro: | Baldas (Trieste) |

|              |           |  |
| Filosofi 61’ | Marcatori |  |

| Arbitro: | Pucci (Firenze) |

|                    |           |              |
| P. Rossi 3’ (aut.) | Marcatori | 16’ P. Rossi |

| Arbitro: | Nicoletti (Agropoli) |

|                    |           |           |
| Madonna 23’ (rig.) | Marcatori | 60’ Folli |

| Val Brembilla 1º aprile 1984 26ª giornata | Brembillese        | 0 – 0 | Piacenza | Stadio Luigi Secomandi\| Arbitro: \| Tarantola (Genova) \| |
| Arbitro:                                  | Tarantola (Genova) |       |          |                                                            |

| Arbitro: | Ramicone (Tivoli) |

|             |           |  |
| Madonna 50’ | Marcatori |  |

| Arbitro: | Baldacci (Torino) |

|                         |           |            |
| Zorzetto 1’ Ramella 60’ | Marcatori | 86’ Tonini |

| Arbitro: | Busceti (Taurianova) |

|                    |           |  |
| Madonna 42’ (rig.) | Marcatori |  |

| Arbitro: | Gabbrielli (Prato) |

|                                   |           |                            |
| Fontana 45’ (aut.) Di Stefano 52’ | Marcatori | 40’ P. Rossi 57’ Mulinacci |

| Arbitro: | Baroni (Macerata) |

|  |           |                            |
|  | Marcatori | 35’ Filosofi 59’ Mulinacci |

| Arbitro: | Picchio (Macerata) |

|                                  |           |              |
| Pederzoli 30’ C. Moro 36’ (aut.) | Marcatori | 7’ Gregorich |

| Arbitro: | Cassi (Pisa) |

|  |           |             |
|  | Marcatori | 4’ Filosofi |

| Arbitro: | Carrubba (Siracusa) |

|                        |           |                     |
| Adami 47’ Filosofi 75’ | Marcatori | 48’ (aut.) Filosofi |

### Coppa Italia

#### Girone E
| Arbitro: | Gabbrielli (Prato) |

|  |           |               |
|  | Marcatori | 30’ Bonometti |

| Arbitro: | Acri (Novi Ligure) |

|  |           |                                           |
|  | Marcatori | 65’ (rig.) Fabris 77’ Gilardi 90’ Mostosi |

| Arbitro: | Tonon (Conegliano) |

|            |           |              |
| Merlin 90’ | Marcatori | 86’ P. Rossi |

| Arbitro: | Baldas (Trieste) |

|                         |           |  |
| Gritti 59’ Gaudenzi 70’ | Marcatori |  |

| Arbitro: | De Santis (Treviso) |

|  |           |               |
|  | Marcatori | 19’ Mulinacci |

| Arbitro: | Bailo (Novi Ligure) |

|               |           |                       |
| Pederzoli 82’ | Marcatori | 11’ Ulivieri 57’ Pini |